# ديكر (ويسكونسن)
ديكر هي منطقة فردية في بلدة بلجيكا التابعة لمقاطعة أوزاوكي في ويسكونسن بالولايات المتحدة.

## التاريخ
سُمّيت ديكر باسم عائلة ديكر، مالكة الأرض.